# درون یک آیینه درون یک معما
درون یک آیینه، درون یک معما نام کتابی‌ست نوشتهٔ یوستین گردر نویسنده نروژی که در سال ۱۹۹۳ میلادی در نروژ منتشر شده‌است. این کتاب در سال ۱۳۷۷ توسط مهرداد بازیاری ترجمه شد و نشر هرمس (کیمیا) آن را منتشر کرد.

## جوایز و افتخارات
این کتاب سبب شد یوستین گردر به عنوان بهترین نویسنده‌ی سال ۱۹۹۳ میلادی نروژ برگزیده شود و بیش از دو میلیون نسخه از آن در سراسر جهان به‌فروش برسد. در سال ۱۹۹۶ میلادی ترجمهٔ آلمانی کتاب تحت نام Durch einen Spiegel, in einem dunklen Wort برندهٔ جایزهٔ بهترین کتاب ادبیات کودک و نوجوان آلمان شد.

## داستان
سسیلی دختر بیماری است که شب کریسمس در تختش خوابیده بود، فرشته‌ای به نام آریل به پیش او می‌آید و با هم گفتگو می‌کنند و به بیان پیچیدگی‌های مربوط به آفرینش و زیبایی‌های آن، انسان و روابط بین انسان‌ها می‌پردازند.

## فیلم
این کتاب در سال ۲۰۰۸ توسط جسپر نیلسون به فیلم درآمد که در سال ۲۰۰۹ برندهٔ جایزه آماندا برای بهترین فیلم کودک و نوجوان شد.